# Гонт (геральдика)

Червлёный гонт в с серебряном поле.

Гонт (фр. billette, англ. billet, нем. schindel) в геральдике — второстепенная геральдическая фигура, представляющая собой свободно располагаемый в поле прямоугольник с преобладанием вертикального размера. Прямоугольник с преобладанием горизонтального размера называется в русской геральдике бруском (фр. billette couchée, англ. billet fesswise, нем. querschindel), а равносторонний — квадратом или квадратным бруском (фр. carreau, англ. delf, square billet, нем. quadrat). В немецкой геральдике также существуют особая фигура (schräglinks schindel, скошенный гонт) и специфические деления, базирующиеся на гонте и не различаемые французской геральдикой.
«Гонт» — слово из польского языка, которым обозначают тонкие узкие деревянные пластинки для покрытия крыши, драницы. Существующий в немецкой геральдике для обозначения данной фигуры термин эквивалентен в своём значении русскому «гонт» (хотя немецкое «шиндель» обозначает как горизонтальные, так и вертикальные прямоугольники), в то время как французский и английский варианты именования термина видят в данной фигуре «билет» — использовавшийся в Средние века прямоугольный кусок пергамента для записей, хотя некоторые считают, что изначально фигура отображала блоки тёсанного камня, часто употреблявшиеся для украшения в англосаксонской, норманнской и меровингской архитектуре.

Усеянное гонтами гербовое поле.

Зачастую не имеет определённой символической нагрузки, выступая в качестве вспомогательного или формообразующего элемента. Наиболее употребим в западноевропейских гербах в качестве сопровождающей или усеивающей гербовое поле фигуры. Под усеянным гонтами полем (англ. Billetty, Billety, Billeté, Billettée или semé of billets; фр. Billetté) подразумевается поле, в котором гонты числом не менее десяти расположены в шахматном порядке, при этом каждый из них не касается другого, а крайние, преступающие границы поля, отсекаются по его краю. Согласно «энциклопедическому словарю дворянства Франции» Николя Витона Сен-Алле, усеивание поля щита гонтами берёт начало в средневековой традиции украшения одежды свободных людей множеством кусочков ткани на равных интервалах как знака привилегий.
Нередко гонт и брусок используют для обозначения продолговатых по форме предметов или объектов (тёсаный камень, слиток металла), как например изображаемые в гербе одной из ветвей рода Шарфенштайн «камни», которые связывают их с легендой о строительстве храма в Кидрихе. Также используется как составной элемент сложных геометрических построений, по большей части «технологического» характера.

## Галерея

В гербах
Малый герб Нидерландов
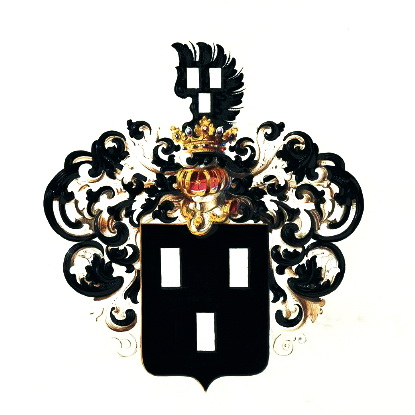
Калантаевы
Герб семейства Солтер
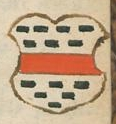
Вариант герба «Шарфенштайнов с камнями»

Варианты расположения и блазонирования
Сквозной гонт по центру щита
Гамеиды (три балки, уменьшающихся по размеру сверху вниз)
В поле три гонта, 2 и 1
Три бруска в пояс
6 гонтов в два пояса (3 и 3)
Традиционно немецкое деление щита «geschindelt» — в шахматную клетку, вытянутую по вертикали